# خبرهای تکذیب‌شده خبرگزاری فارس

آرم خبرگزاری فارس

خبرگزاری فارس اخبار نامتعارف و جنجالی زیادی منتشر کرده است که تکذیب شده‌اند. به گفته بی‌بی‌سی فارسی، تکرار این امر موجب گمانه شده است که این اخبار نادرست به دلیل سهو و اشتباه منتشر نشده‌اند بلکه آگاهانه و عمدی منتشر می‌شوند. دلیل این کار این خبرگزاریِ منسوب به سپاه پاسداران می‌تواند اثرگذاری اخبار نادرستش و به ادعای خود، «جنگ نرم» در عرصه رسانه باشد. به اعتقاد آن‌ها با تولید شایعات هدفدار می‌توان در مقابل تهاجمات فرهنگی ایستاد.
در زیر برخی از خبرهایی که توسط خبرگزاری فارس منتشرشده و سپس تکذیب شده آمده است. البته خبرگزاری فارس بر درست بودن برخی اخبار پافشاری می‌کند و تکذیبشان را رد می‌نماید.

## زنده بودن ندا آقاسلطان
پس از قتل ندا آقا سلطان، فارس در خبری عنوان کرد که شواهد جدیدی در خصوص این موضوع یافت شده است:
«بنابراین شواهد، پس از اعلام خبر کشته شدن خانم ندا آقاسلطان در تهران فردی به همین نام در یونان اعلام موجودیت کرده و در تماسی با سفارت ایران در یونان و وزارت خارجه اعلام کرده که زنده است! وی همچنین گفته که عکس‌هایی که در شبکه‌های ماهواره‌ای و برخی از سایت‌ها منتشر شده است عکس‌های وی است! این خانم اعلام کرده که برای پیگیری این موضوع به زودی به تهران خواهد آمد.»
تابناک و العربیه
نوشتند که خبرگزاری فارس، خبر از زنده بودن ندا آقاسلطان و اقامت او در یونان داده است. گاردین نیز در یک پوشش خبری لحظه‌به‌لحظه، همین موضوع را به نقل از العربیه منتشر کرد.

## ماجرای تخریب وسایل‌نقلیه توسط دراویش گنابادی

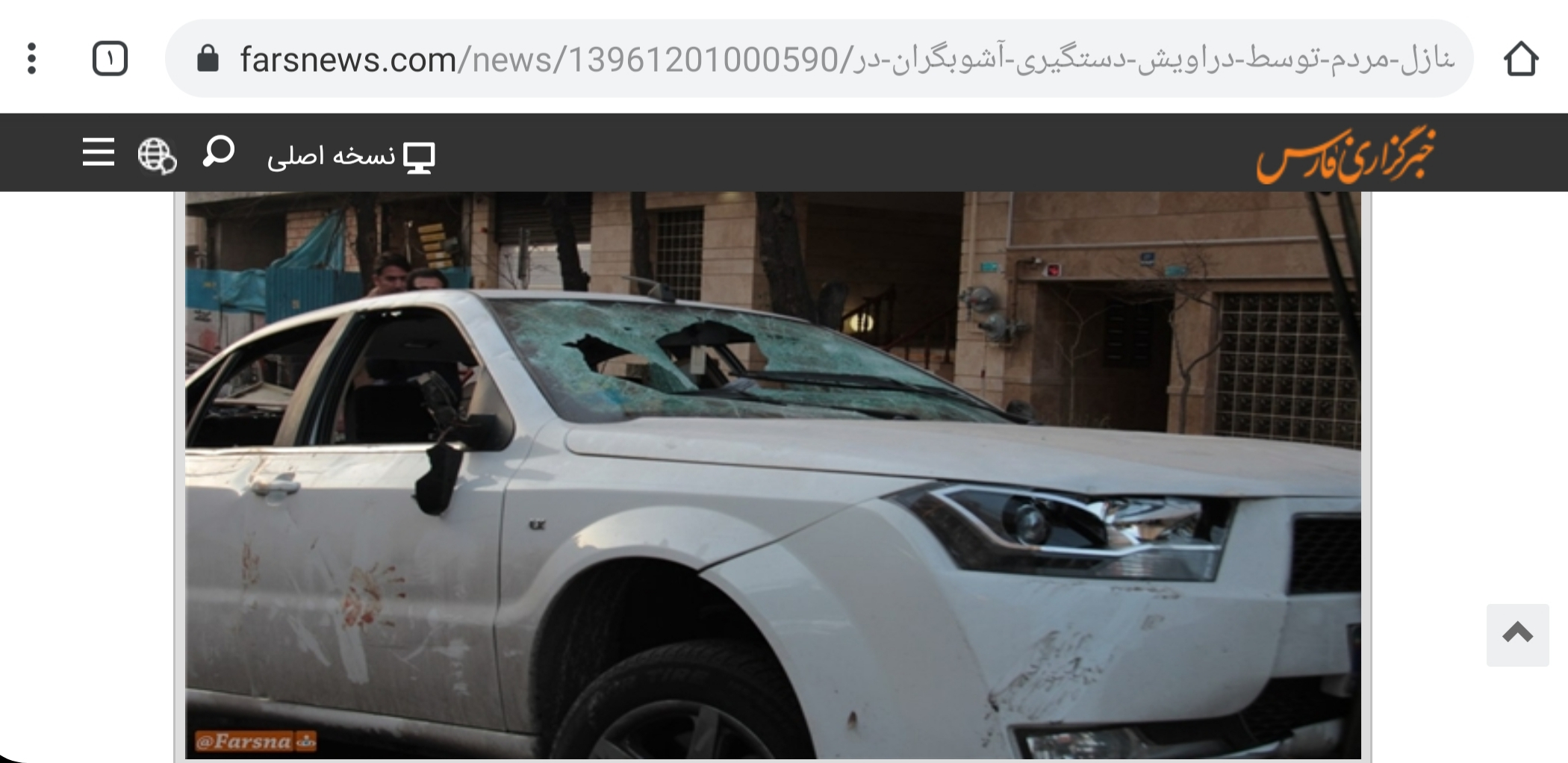
تصویر خودرو مصطفی عبدی از دراویش گنابادی که توسط لباس‌شخصی‌ها در اعتراضات گلستان هفتم تخریب شد در رسانه خبرگزاری فارس
تصویر خودرو تخریب شدهٔ درویش گنابادی، در روزنامه وطن امروز
کارت شناسایی خودرو حسن عبدی (پدر مصطفی عبدی، درویش گنابادی)

خبرگزاری فارس، یک روز پس از اعتراضات گلستان هفتم در ۱ اسفند ۱۳۹۶، با انتشار تصویر ماشین یک درویش گنابادی بازداشتی
که توسط نیروهای امنیتی و بسیج تخریب شده بود نوشت «دراویش اموال عمومی را تخریب کرده‌اند.»
‏چنین اقدامی از سوی نیروهای امنیتی و لباس شخصی‌های وابسته به حکومت در جریان اعتراضات سال‌های ۱۳۸۸ و ۱۳۹۶ تکرار شده بود که در جهت تخریب چهرهٔ معترضان و سیاه‌نمایی صورت می‌گیرد.

## خرید ۲۰ هواپیما از بوئینگ توسط ایران
خبرگزاری فارس در سال ۱۳۸۸ خبر فروش ۲٫۵ میلیارد دلار قطعات و هواپیمای شرکت بوئینگ از جمله ۲۰ هواپیما توسط دولت باراک اوباما برای جلب نظر ایران را داد که وزیر راه و ترابری ایران آن را رد و سخنگوی وزارت امورخارجه آمریکا آن را «شایعه‌ای دروغین» خواند

## خرید موشک اس-۳۰۰ توسط ایران
در تاریخ ۱۳ مرداد ۱۳۸۹ خبرگزاری فارس پس از کمتر از دوساعت خبر خریداری حداقل چهار فروند موشک اس-۳۰۰ توسط سپاه پاسداران ایران که توسط این خبرگزاری منتشر شده بود را حذف کرد. فارس اعلام کرده بود که دو فروند از این موشک‌ها از بلاروس خریداری شده که سخنگوی وزارت دفاع بلاروس این خبر را رد کرد.

## دستگیری هفت سرباز آمریکایی
در سپتامبر ۲۰۱۰ خبرگزاری فارس خبر دستگیری هفت سرباز آمریکایی را حذف کرد. این خبرگزاری در خبر خود اعلام کرد بود که این سربازان به‌صورت غیرقانونی وارد ایران شده بودند.

## بازداشت سفیر سوئیس در ایران
بنا به ادعای رادیو فردا در تیر سال ۱۳۸۹ خبرگزاری فارس خبر بازداشت چند ساعته لیویا لئو آگوستی، سفیر سوئیس در ایران به هنگام سفر به استان خراسان شمالی را داد. دولت سوئیس خبر بازداشت سفیر این کشور را رد کرد.
خبرگزاری عصر ایران نیز به نقل از یک مقام مسئول در وزارت امور خارجه گفت: «سفر خانم لیویا لئو اگوستی، سفیر سوئیس در تهران به یکی از روستاهای شمال خراسان شمالی با هماهنگی و مجوز کامل وزارت امور خارجه انجام شده است. نیروهای امنیتی محلی ۲۳ تیر ماه سفیر سوئیس را به دلیل عدم شناسایی به‌طور موقت بازداشت کردند که پس از هماهنگی با دستگاه‌های ذی‌ربط، خانم لیویا لئو اگوستی، فوراً آزاد شد.»

## دستگیری ۱۰ جاسوس انگلیسی
روز یکشنبه، ۲۶ آبان ۱۳۸۷، فارس به نقل از وزارت اطلاعات ایران خبر داد که ۱۰ جاسوس وابسته به انگلیس در مرزهای شرقی ایران دستگیرشده‌اند ولی این خبرگزاری ساعاتی پس از انتشار این خبر، آن را تکذیب و اعلام کرد که رسانه‌های غربی به دروغ این خبر را به رادیو تلویزیون دولتی ایران نسبت داده‌اند.

## انفجار در مسیر حرکت احمدی‌نژاد
در ۱۳ مرداد ۱۳۸۹ خبرگزاری فارس از انفجار یک نارنجک دست‌ساز در مسیر حرکت خودروی حامل محمود احمدی‌نژاد در سفر او به همدان و از دستگیری یک نفر دراین ارتباط خبر داد ولی دقایقی بعد درخبر خود «نارنجک دست‌ساز» را به «ترقه دست‌ساز» تغییر داد و درخبر اصلاحی خود گزارش داد که پرتاب‌کننده ترقه به نشانه شادمانی این کار را کرده بود.

## سخنان اصغر فرهادی در مراسم اسکار
هر چند در بسیاری از رسانه‌های دیداری و شنیداری صحبت‌های اصغر فرهادی در هنگام دریافت جایزهٔ اسکار برای فیلم جدایی نادر از سیمین انعکاس یافت اما خبرگزاری فارس ضمن اعلام این‌که فرهادی در هنگام دریافت جایزه دخترش را در آغوش کشیده، سخنان وی را این‌گونه منتشر کرد: «این جایزه را در حالی دریافت می‌کنم که همه جا در میان سیاستمداران صحبت از جنگ، خشونت و نامهربانی است، ایران با آن فرهنگ درخشان، غنی و کهن خود که در زیر گرد و غبار سنگین سیاست مدفون شده، با شما حرف می‌زند. من با افتخار و غرور این جایزه را به مردم سرزمینم تقدیم می‌کنم. مردمی که علی‌رغم تمام دشمنی‌ها و تنش‌هایی که طی ماه‌های اخیر بر سر برنامه هسته‌ای ایران میان غرب و ایران به وجود آمده، برای تمام فرهنگ‌ها و تمدن‌ها ارزش قائلند.»

اما سپس خبر منتشره خود را تغییر داد و قسمت مرتبط با برنامه هسته‌ای را حذف کرد.

## مصاحبه با البرادعی
خبرگزاری فارس در تاریخ ۶ دی ماه ۱۳۹۰ اقدام به انتشار مصاحبه‌ای جعلی با محمد البرادعی مدیر کل سابق آژانس بین‌المللی انرژی اتمی کرد، در این به اصطلاح مصاحبه فارس اقدام به انتشار اظهارات وی دربارهٔ روابط آمریکا با اسرائیل کرد و انتقادات تندی از شورای عالی نظامی حاکم بر مصر را به وی نسبت داد.
دو روز بعد دفتر البرادعی با صدور بیانیه‌ای انجام هرگونه مصاحبه توسط وی با خبرگزاری فارس را تکذیب و اعلام کرد مطالب منتسب داده شده به البرادعی در این سایت صحت ندارد.

## برگزاری رزمایش مشترک روسیه، چین، ایران و سوریه
خبرگزاری فارس با انتشار خبری (۲۹ دی ۱۳۹۱) به نقل از برخی منابع غیررسمی اعلام کرد که: «بزرگ‌ترین رزمایش مشترک خاورمیانه با حضور ۹۰ هزار نیرو از چهار کشور روسیه، ایران، چین و سوریه بزودی در خاک و آب‌های سوریه آغاز می‌شود.» این خبرگزاری در ادامه مدعی شد که چین موافقت مصر را برای عبور ۱۲ ناو جنگی از کانال سوئز دریافت کرده و همزمان با چین، ناو هواپیمابر و زیردریایی اتمی روسیه و کشتی‌های جنگی ایران نیز وارد آب‌های سوریه خواهند گشت. این خبر در برخی رسانه‌های داخلی ایران نیز بازتاب داشت.
اما مشاور سیاسی رئیس‌جمهور وقت سوریه (بشار اسد) بثینه شعبان در واکنش به این خبر، در مصاحبه خود با خبرگزاری اینترفکس اعلام کرد: «چنین چیزی وجود ندارد. گزارش سایت فارس دروغ است. مثل دیگر اطلاعات دروغی است که دربارهٔ ما (سوریه) منتشر می‌کنند.»

وزارت دفاع روسیه و وزارت امور خارجه چین نیز این خبر فارس را تکذیب کرده و آن را بی‌پایه و اساس دانستند.

## مصاحبه با محمد مرسی
خبرگزاری فارس در تاریخ ۲۵ ژوئن ۲۰۱۲ (۵ تیر ۱۳۹۱)، فردای اعلام ریاست‌جمهوری محمد مرسی، مصاحبه‌ای را همراه پروندهٔ صوتی آن منتشر کرد که گفته شد ساعاتی قبل از اعلام نتایج رسمی انتخابات انجام شده.
فارس مدعی شد مرسی در مصاحبه خود با این خبرگزاری اظهار داشته که در قرارداد کمپ دیوید بازنگری خواهد کرد، خبر نخستین سفر رسمی خود به عربستان را (علیرغم اعلام آن توسط سخنگویش) تکذیب نموده و گفت با ارتش مشکلی ندارد، ولی انحلال مجلس او را هدف گرفته بوده است و متمم قانون اساسی را -که اختیارات ریاست‌جمهوری را یک‌سویه محدود می‌کرد- قبول ندارد، و برای توازن راهبردی در منطقه با ایران رابطه برقرار خواهد کرد. فارس همچنین مدعی شد این خبر در خبرگزاری‌های جهان و عرب و خود مصر بازتابی گسترده داشت و حتی از تلویزیون مصر (از شبکهٔ حیات) پخش شده است.
بی‌بی‌سی به نقل از سخنگوی مرسی در قاهره اعلام کرد که چنین گفتگویی اصلاً صورت نگرفته است. رویترز و خبرگزاری خاورمیانه (مِنا) نیز در خبرهایی جداگانه گزارش دادند که پاسخ پرسش خبرنگارانشان از نزدیکان مرسی در رابطه با مصاحبه فارس، تکذیب انجام مصاحبه بوده است. العربیه هم در گزارشی مدعی شد که یک مقام دفتر ریاست جمهوری مصر به خبرگزاری الشرق الاوسط اعلام داشته: «محمد مرسی رئیس‌جمهور منتخب مصر با هیچ خبرنگاری گفتگو نکرده است.» العربیه در ادامه به نقل از فرید السید که سمت سخنگوی رسانه‌ای ستاد انتخاباتی مرسی را برعهده داشته گزارش داد: «من به عنوان سخنگوی رسانه‌ای ستاد محمد مرسی در قاهره تأکید می‌کنم که او با هیچ رسانه ایرانی پیش از اعلام پیروزیش گفتگو نکرده اما دربارهٔ مصاحبه‌هایش پس از اعلام پیروزیش در انتخابات خبری نداریم چرا که او در پی تشکیل تیم رسانه‌ای جدید برای ریاست جمهوری است.»
خبرگزاری ایرنا نیز در ابتدا با انتشار خبری اعلام کرد سخنگوی محمد مرسی با صدور بیانیه‌ای هرگونه مصاحبه مرسی با خبرگزاری فارس را پیش و بعد از انتخابات تکذیب کرده است؛ اما در خبری که بعداً منتشر کرد اعلام داشت که سخنگوی ستاد انتخاباتی مرسی در مصاحبه خود با این خبرگزاری اظهار داشته مرسی پس از پیروزی در انتخابات با هیچ رسانه‌ای مصاحبه نداشته و تکذیب مصاحبه با فارس نیز به بعد از انتخابات مربوط می‌شود.
یاسر علی، سرپرست امور رسانه‌ای محمد مرسی، به رسانه‌های مصری گفت دفتر ریاست جمهوری مصر قرار است به دلیل انتشار مصاحبه نادرست علیه خبرگزاری فارس شکایت کند. خبرگزاری ایرنا نیز در گزارشی به نقل از منابع متعدد از جمله رویترز، خبرگزاری فرانسه، الجزیره، العربیه، الحیات و القدس العربی اعلام کرد که محمد مرسی هیچ‌گونه مصاحبه‌ای با خبرگزاری فارس نداشته است. در مورد فایل صوتی نیز ایرنا با سخنگویان مرسی در قاهره تماس گرفته و معلوم شده که فایل صوتی تنها به همراه خبر فارسی منتشر شده و خبر عربی فاقد آن بوده است. این فایل به سمع سیف‌الاسلام فرزند حسن بنا هم رسیده و همه مطمئن شدند که تقلبی است. نکته قابل تأمل این بوده که مرسی هرگز لهجه عامیانه محاوره‌ای نداشته و این لهجه با شخصیت فرهیخته وی تناسبی ندارد همچنان‌که تن صدا نیز صدای او نبود.

## محبوبیت بیشتر احمدی‌نژاد نسبت به باراک اوباما
خبرگزاری فارس در ۲۸ سپتامبر ۲۰۱۲ در بخش انگلیسی خود خبری را از هفته‌نامهٔ فکاهی د آنیون در مورد محبوبیت بیشتر محمود احمدی‌نژاد نسبت به باراک اوباما به عنوان خبر واقعی و با جا زدن به نام خودش منتشر کرد. این خبر که بعدها حذف گردید بیان می‌داشت که بنا بر نظرسنجی گالوب، ۶۰٪ روستائیان سفیدپوست آمریکا، احمدی‌نژاد را به باراک اوباما ترجیح می‌دهند و حاضرند به او رأی دهند و به اینکه حداقل مسلمان بودنش را پنهان نمی‌کند احترام می‌گذارند.

## دستگیری اردشیر امیرارجمند
خبرگزاری فارس در تیرماه ۹۲ به نقل از معاون عملیات قرارگاه ثارالله سپاه پاسداران، از دستگیری اردشیر امیرارجمند، مشاور ارشد میرحسین موسوی خبر داد. اما امیرارجمند که همچنان در فرانسه بود در گفتگو با رادیو فرانسه خبر دستگیری خودش را تکذیب کرد.

## پرواز جنگنده‌های سوری بر فراز تل‌آویو
روزنامهٔ کیهان (به سرپرستی حسین شریعت‌مداری) و همچنین رسانه‌های حکومتی چون فارس‌نیوز، به نقل از رسانهٔ خبری سوری «دام پرس»، خبری مبنی بر «پرواز جنگنده‌های سوری بر فراز آسمان شهر تل‌آویو» رخ داده است. منبع این خبر، برنامهٔ طنز شبکهٔ ده تلویزیون اسرائیل بود.

## شایعهٔ مسلمان شدن یک جنین‌شناس یهودی
خبرگزاری فارس در اقدامی مشابه با شایعهٔ مسلمان شدن انیشتین از مسلمان شدن یک جنین‌شناس یهودی به نام «رابرت گیلهم» خبر داد. این درحالی است که همچین فردی که اعلام شده بود، رئیس یک مرکز پزشکی تحت عنوان «انستیتو آلبرت انیشتین» است، وجود خارجی نداشته و شایعهٔ مسلمان شدن او تنها در برخی وبلاگ‌های خارجی منتشر شده بود.
بنابر این گزارش، دکتر عبدالباسط محمد السید، استاد آزمایش‌های پزشکی مرکز ملی طبابت مصر اعلام کرده است که «رابرت گیلهم» رئیس انستیتو آلبرت انیشتین و از بزرگ‌ترین متخصصان جنین‌شناسی در پی آشنایی با حکم عده زن مطلقه در اسلام و اعجاز قرآن در تعیین ۳ ماه برای این مدت، به اسلام گرویده است.— خبرگزاری فارس در تاریخ ۹۱/۰۶/۰۴، 

## قاچاقچی و معتاد بودن سینا قنبری
سینا قنبری یک جوان معترض ایرانی بود که ابتدا در جریان تظاهرات ۱۳۹۶ ایران توسط نیروی انتظامی بازداشت و پس از انتقال به زندان اوین در روز ۱۶ دی‌ماه در قرنطینهٔ بند چهار این زندان درگذشت. بلافاصله پس از انتشار، خبر مرگ وی واکنش‌های بسیاری در پی داشت. گمانه‌ها بر این بود که وی یک معترض جوان بود که در تظاهرات دستگیر شده است. در این میان بخش کانال تلگرامی خبرگزاری فارس که تحت عنوان «فارس پلاس» فعالیت می‌کند، ادعا کرد که سینا قنبری فردی «معتاد» بوده که به اتهام «قاچاق مواد مخدر» بازداشت شده و هیچ ربطی به اعتراض‌های سراسری دی‌ماه ۱۳۹۶ در ایران ندارد. پس از انتشار فراخوان مردمی برای شرکت، در مراسم تشییع و خاکسپاری، این خبرگزاری ضمن انتشار نامه‌ای منسوب به خانوادهٔ قنبری از توطئه‌های خارجی خبرداد و اظهار کرد که این مراسم به خواست خود خانواده قنبری، برای آنچه که این رسانه «ایجاد هزینه برای نظام و مردم کشور» نامید، لغو شده و همچنان بر عدم ارتباط وی با اعتراضات پافشاری نمود. این رسانه ادعا کرد که متن دست‌نویس نامهٔ خانوادهٔ قنبری که به امضای اعضای خانواده رسیده است در اختیار خبرگزاری فارس قرار دارد. این در حالی است که هیچ تصویری از این نامه توسط خبرگزاری فارس منتشر نشده است. به گفتهٔ علیرضا رحیمی، نمایندهٔ مجلس شورای اسلامی که اندکی پس از اعتراضات از زندان اوین بازدید کرده بود، سینا قنبری روز ۱۰ دی در یکی از ایستگاه‌های مترو تهران به همراه ۲۱ نفر دیگر بازداشت شد. او هنگام ورود به زندان اعلام کرد که اعتیاد ندارد و به همین دلیل به بند افراد سالم فرستاده شد. در نهایت هم برای او وثیقهٔ ۱۰۰ میلیون تومانی صادر شده بود.

## تعهد مهناز افشار
در پی انتشار ویدئویی از مهناز افشار در فضای مجازی که در باب آگاهی‌رسانی نسبت به یک داروی ضد اعتیاد صورت گرفت، انتقاداتی متوجه این بازیگر سینما شد. این انتقادات مبنی بر رواج نامناسب یک آمپول خطرناک بود. پس از نشر این ویدئو خبرگزاری فارس خبری مبنی بر احضار مهناز افشار به دادگاه و سپس اخذ تعهد از او منتشر کرد. خبرگزاری فارس گفته بود که افشار متعهد شده بود که سخنانش را پیرامون آن داروی ترک اعتیاد اصلاح کند. بلافاصله پس از انتشار این خبر او خبر احضارش را تأیید ولی ادعای اخذ تعهد را تکذیب کرد. او دقایقی بعد از انتشار این خبر، در صفحهٔ رسمی توئیترش گفت که هیچ تعهدی از او اخذ نشده است و خبر مربوط به تعهد نادرست است. افشار در پاسخ به انتشار این خبر از خبرگزاری فارس در صفحه توئیتر رسمی‌اش نوشت:
بله به دادسرا رفتم! موضوع شکایت، ممنوع بودن تبلیغ دارو بود. خبرگزاری رسمی زده مهناز افشار تعهد داده! تعهد چی؟ هنوز حکمی ندادن. می‌خواین آدم‌ها رو تو عمل انجام شده قرار بدید؟ عجب! به جای اخبار کذب در ارتباط با من، خبر واقعی کار کنین! معلم‌ها، کارگران، مرگ زندانیان و خبر واقعی مردم …— مهناز افشار، در حساب توئیتر رسمی‌اش

## ساخت ماشین زمان
خبرگزاری فارس مدعی شده بود که یک محقق ۲۷ سالهٔ ایرانی به نام علی رازقی، ماشین زمانی را ساخته که می‌تواند آینده را پیش‌بینی کند. خبرگزاری فارس که منبع اولیهٔ انتشار این خبر بود، آن را حذف کرد اما این ادعا مورد توجه رسانه‌های بین‌المللی قرار گرفت. وزیر علوم تحقیقات و فناوری ایران در مصاحبه با خبرگزاری فارس ادعای رازقی را رد کرد. فارس در خبری دیگر به نقل از رئیس بسیج علمی ایران، یک سازمان وابسته به سپاه پاسداران، ثبت این اختراع را تکذیب کرد و موکداً گفت: «طرح ادعاهای غیرقابل اجرا مورد پیگرد قانونی قرا می‌گیرد».
انتشار خبر اختراع ماشین زمان توسط خبرگزاری فارس، مورد توجه وبگاه‌ها و خبرگزاری‌های مختلف از جمله تلگراف، فاکس‌نیوز و وایرد (Wired) قرار گرفت. گرچه همهٔ توجه‌ها با تردید و چاشنی طنز نیز همراه بود. واشینگتن پست با اشاره به اینکه خبر این اختراع از بخش انگلیسی خبرگزاری فارس نیز حذف شده می‌نویسد این نخستین بار نیست که ایران ادعاهای غیر واقعی را مطرح می‌کند.

## ساخت داروی کرونا توسط دانشمندان ایرانی
در تاریخ ۹ فروردین ۱۳۹۹ و در پی شیوع گستردهٔ کروناویروس، خبرگزاری فارس در خبری مدعی شد داروی درمان بیماری کروناویروس توسط دانشمندان ایرانی از جمله مسعود سلیمانی ساخته شده به طوری که بسیاری از پزشکان از نحوهٔ بازخورد این دارو بر روی بسیاری از بیماران اعلام رضایت کرده‌اند و این دارو در فاصلهٔ زمانی ۳ تا ۶ روز در قالب سه مرحله می‌تواند بیماران مبتلا به ویروس کرونا را درمان کند. مسعود سلیمانی اما پس از گذشت ساعاتی ضمن تکذیب این خبر اعلام کرد: «این خبر که به نقل از بنده منتشر شده و در آن گفته شده داروی کرونا ساخته و تست اولیهٔ این دارو مثبت اعلام شده است، صحیح نیست و ما با استفاده از یک روش درمانی-تحقیقاتی (سلول درمانی) به دنبال درمان بیماران کرونایی هستیم.» هم‌چنین سخنگوی وزارت بهداشت ایران هم خبر ساخت داروی ضد کرونای ایرانی را تکذیب کرد.

## لغو حکم و اعادهٔ دادرسی امیرحسین مرادی، محمد رجبی و سعید تمجیدی
در ۲۵ تیر ۱۳۹۹ خبرگزاری فارس خبری مبنی بر درخواست اعاده دادرسی توسط ابراهیم رئیسی، رئیس قوهٔ قضائیه، با استناد به مادهٔ ۴۷۷ قانون آیین دادرسی کیفری منتشر کرد. با این حال مهدی کشت‌دار، مدیرعامل خبرگزاری میزان وابسته به قوهٔ قضائیه، خبر خبرگزاری فارس را تکذیب کرد و نوشت: «خبری که یکی از خبرگزاری‌ها مبنی بر دستور آیت‌الله رئیسی برای اعادهٔ دادرسی سه متهم اعدامی حوادث آبان‌ماه منتشر کرده است صحت ندارد». اندکی بعد خبرگزاری فارس خبر خود را تکذیب و به نقل از مرکز رسانهٔ قوهٔ قضائیه اعلام کرد اعادهٔ دادرسی منوط به درخواست وکیل است. پیش‌تر عمادالدین باقی در صفحهٔ شخصی‌اش در توییتر نوشته بود: «در خصوص سه محکوم آبان در جریان هستم که از ابتدا قوهٔ قضائیه با رأی شعبهٔ ۱۵ مخالف و دنبال نقض حکم بود. سخنگو هم گفت: با مادهٔ ۴۷۷ نتیجه تغییر می‌کند.»

## ترور اردشیر حسین‌پور توسط عوامل موساد
خبر کشته شدن اردشیر حسین‌پور، فیزیک‌دان و مهندس ایرانی با «گاز رادیو اکتیو» و «توسط موساد» را نخستین بار مؤسسه استرافور روز ۱۳ بهمن ۱۳۸۵ یعنی ۱۷ روز پس از مرگ او منتشر کرد. این خبر دو روز بعد در هفته‌نامه ساندی‌تایمز هم منتشر شد.
سه روز پس از انتشار این خبر، خبرگزاری فارس به نقل از یک منبع آگاه نوشت «هیچ‌یک از دانشمندان هسته‌ای ایران ترور نشده‌اند و موساد قدرت عملیات در ایران را ندارد». خبرگزاری فارس همچنین نوشته بود حسین‌پور «هیچ ارتباطی با تأسیسات هسته‌ای اصفهان نداشته» و «این نوع اخبار با هدف عملیات روانی و فضاسازی تبلیغاتی ساخته می‌شود».
۱۴ سال بعد مشخص شد که گزارش خبرگزاری فارس «عملیات روانی» برای حفظ وجهه نهادهای امنیتی ایران بود.
مصطفی معین وزیر علوم دولت خاتمی، در اینستاگرام خود نوشت که اولین ترور دانشمندان هسته‌ای ایران ۱۴ سال پیش «توسط عوامل موساد» صورت گرفت و ۲۶ دی ۸۵، اردشیر حسین‌پور، دانشمند هسته‌ای ایران، با «گاز رادیو اکتیو» ترور شد و در آن زمان «ترور» حسین‌پور «از سوی مقامات تکذیب شد تا سیستم اطلاعاتی زیر سؤال نرود» و علت مرگ او «گاز گرفتگی معمولی» اعلام شد.

## مرخصی درمانی الهه محمدی و نیلوفر حامدی
دو روز پس از آزادی به قید وثیقه نیلوفر حامدی و الهه محمدی، دو روزنامه‌نگار که بیش از یک سال در بازداشت موقت به سر می‌بردند و به‌رغم تأکید القاصی‌مهر، رئیس کل دادگستری استان تهران دربارهٔ علت آزادی آن‌ها، خبرگزاری فارس در خبری به نقل از «یک منبع آگاه» مدعی شد که آن‌ها مرخصی یک‌هفته‌ای درمانی گرفته‌اند و پس از آن به زندان برمی‌گردند. خبرگزاری میزان ساعاتی پس از این اقدام فارس، با انتشار مجدد اظهارات القاصی‌مهر، تلویحاً خبر فارس را تکذیب کرد. در برخی رسانه‌ها این اقدام خبرگزاری فارس «خبرسازی» و «انتشار مطالب کذب» با هدف اعمال فشار بر قوه قضاییه عنوان شد.

## سانحه سقوط بالگرد ورزقان
در ابتدای سانحه سقوط بالگرد ورزقان خبرگزاری فارس با تکذیب هر نوع حادثه اعلام کرد که
 «دقایقی پیش هلی‌کوپتر حامل رئیس‌جمهور به‌دلیل مه‌آلود بودن هوای منطقه شمال آذربایجان شرقی بر زمین نشسته و هم‌اکنون کاروان رئیس‌جمهور به‌صورت زمینی راهی تبریز شده است. دقایقی قبل شایعه بروز حادثه برای یکی از ۳ هلی‌کوپتر کاروان رئیس‌جمهور در فضای مجازی منتشر شد.»
این در حالی بود که با روشن شدن ماجرا معلوم شد که در این سانحه سیدابراهیم رئیسی (رئیس‌جمهور ایران)، حسین امیرعبداللهیان (وزیر امور خارجه)، سیدمحمدعلی آل‌هاشم (نماینده ولی فقیه در آذربایجان شرقی)، مالک رحمتی (استاندار آذربایجان شرقی) و ۴ سرنشین دیگر کشته شده‌اند.
فارس در ۳۱ مرداد ۱۴۰۳ از قول یک «منبع آگاه» مدعی شد که بالگرد سقوط‌کرده «۲ نفر بیش از پروتکل‌های امنیتی را حامل بوده و زمانی که خلبان توده مه را مشاهده کرده و خواسته بالگرد را در ارتفاع پروازی مناسب تنظیم کند قدرت بالگرد کشش کافی را برای این اقدام نداشته و در محدودیت دید حاصل از مه برخورد با کوه حادث شده است». مرکز ارتباطات ستاد کل نیروهای مسلح جمهوری اسلامی ایران، در اطلاعیه‌ای ادعای خبرگزاری فارس درباره علت سقوط بالگرد را قویاً تکذیب کرد.